# Muntanyes Challenger
Les Muntanyes Challenger (en anglès Challenger Mountains) és una serralada que es troba a l'illa d'Ellesmere, al territori canadenc de Nunavut. Forma part de la Serralada Àrtica, sent la serralada situada més al nord del món. El cim més elevat de la serralada és la Mont Commonwealth, de 2.225 msnm. La serralada United States es troba immediatament a l'est d'aquesta serralada.
La serralada cobreix una superfície de 14.892 km² i es troba dins el Parc Nacional de Quttinirpaaq, un dels més septentrionals del món, junt amb el Parc Nacional del nord-est de Grenlàndia.